# Joachim Dikau

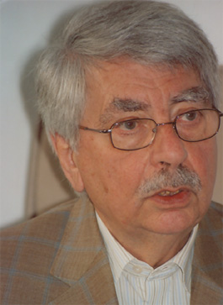
Joachim Dikau, 2007

Joachim Dikau (* 3. August 1929 in Königsberg, Preußen; † 21. März 2024 in Berlin) war ein deutscher Erziehungswissenschaftler mit den Schwerpunkten Erwachsenenbildung und Wirtschaftspädagogik.

## Leben
Joachim Dikau war Sohn von Emma Dikau, geborene Weinert, und ihrem Ehemann, dem Geschäftsführer Adolf Dikau. Nach einer durch die Kriegs- und Nachkriegszeit geprägten Lebensgeschichte, absolvierte Joachim Dikau, nachdem er sich zeitweise als Landarbeiter in Hanstedt verdingt hatte, von 1946 bis 1949 eine Ausbildung zum Einzelhandelskaufmann.
Daraufhin arbeitete er von 1949 bis 1952 als Angestellter. Von 1952 bis 1954 besuchte er einen Abiturkurs des Braunschweig-Kollegs. Das anschließend 1954 begonnene und in Hamburg und Berlin absolvierte Studium der Betriebswirtschaftslehre und Pädagogik (Wirtschaftspädagogik) hat er am 24. Juli 1959 an der Freien Universität Berlin als Diplom-Handelslehrer abgeschlossen. Er ist daraufhin in den Schuldienst eingetreten und hat nach dem Lehramtsreferendariat am 18. September 1961 das Zweite Staatsexamen abgelegt. Im selben Jahr heiratete er Jutta Walbert. Aus der Beziehung ging die Tochter Simone hervor. Von 1959 bis 1963 war er als Lehrer tätig, von 1963 bis 1968 als Wissenschaftlicher Assistent der FU Berlin. Seine Promotion zum Dr. rer. pol. erfolgte am 14. Juli 1967 an der Wirtschafts- und Sozialwissenschaftlichen Fakultät der Freien Universität Berlin.
Joachim Dikau ruht auf dem Waldfriedhof Zehlendorf. 

## Weitere Tätigkeitsbereiche

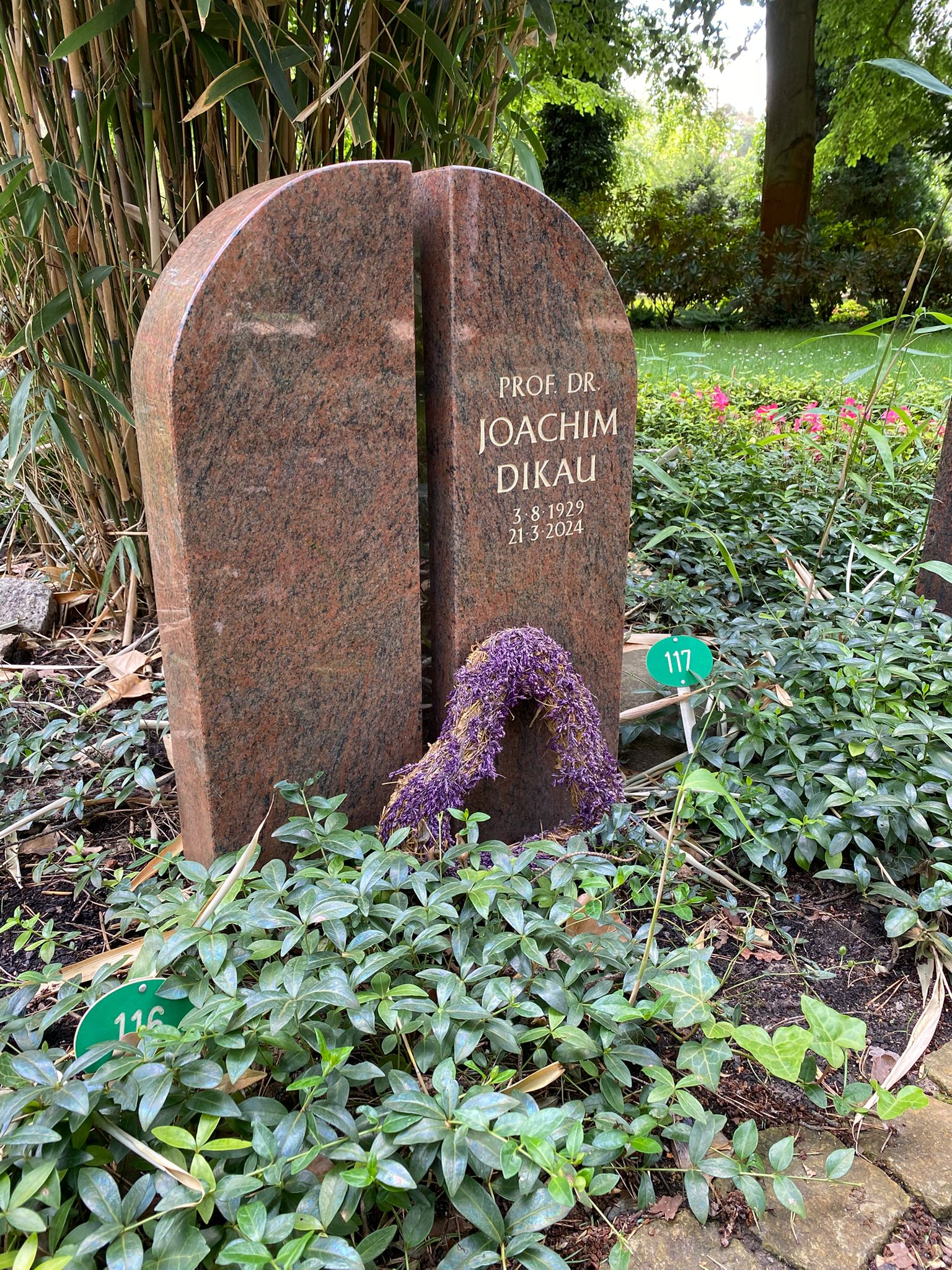
Grabstätte auf dem Waldfriedhof Zehlendorf

Seit dem 11. Dezember 1969 wirkte Dikau als Akademischer Rat am Lehrstuhl für Pädagogik der Technischen Universität Berlin, seit 1. Februar 1971 als ordentlicher Professor für Erziehungswissenschaft (Erwachsenenpädagogik) an der Pädagogischen Hochschule Berlin und vom 1. September 1973 bis zu seiner Emeritierung am 1. Oktober 1997 als ordentlicher Professor für Wirtschaftspädagogik an der Freien Universität Berlin. Ab 1974 war er geschäftsführender Direktor des Instituts für Wirtschaftspädagogik.
Von April 1972 bis März 1978 war Dikau Sprecher der Sektion Erwachsenenbildung der Deutschen Gesellschaft für Erziehungswissenschaft (DGfE). Darüber hinaus war er von Juni 1972 bis Juni 2003 Mitglied des Pädagogischen Ausschusses des Deutschen Volkshochschulverbandes e. V. (DVV) sowie von Oktober 1974 bis September 1998 Vorstandsmitglied und von September 1976 bis September 1984 Vorsitzender des Arbeitskreises universitäre Erwachsenenbildung e. V. (AUE, heute: Deutsche Gesellschaft für Wissenschaftliche Weiterbildung und Fernstudium e. V.). Außerdem leitete er von November 1993 bis Januar 2007 ebenfalls als Vorsitzender den Pädagogischen Beirat der Heimvolkshochschule der Gemeinde Seddiner See.
Ferner hat Dikau zahlreiche Schriften verfasst, unter anderem zu Wirtschaftspädagogik, lebenslangem Lernen, Arbeit und Bildung, Volkshochschulen und Erwachsenenbildung.

## Schriften (Auswahl)
- Politische Bildung in der Demokratie. Colloquium Verlag, Berlin 1968.
- Wirtschaft und Erwachsenenbildung. Beltz, Weinheim 1968.
- mit Barthel: Mitbestimmung in der Wirtschaft. 1979.
- Motivation für Anpassungsmassnahmen. DAG-Forschungsstelle, Hamburg 1979.
- Weiterbildungsaufgaben der Hochschulen. Zwischenbilanz der Projektarbeit des Arbeitskreises Universitäre Erwachsenenbildung. Bock, Bad Honnef 1982.
- Kleiner methodischer Leitfaden für Seminarleiter, Moderatoren und Referenten. Der Senator für Arbeit und Betriebe, Berlin 1984.
- Berufsausbildung ausländischer Jugendlicher in Berlin. Erfahrungen, Empfehlungen und Materialien aus Weiterbildungsseminaren für Ausbildungspersonal. Senator für Arbeit und Betriebe, Berlin 1984.
- Mit Rolf-Joachim Heger: Strukturen und Bedingungen des weiterbildenden Studiums. Zentralstelle für Weiterbildung, Göttingen 1986.
- Mit Michael Ehrke: Neue kaufmännische Berufe – neues pädagogisches Handeln. GAFB, Frankfurt am Main 1990.
- Mit Günter Hartmann (Hrsg.): Schlüsselqualifikationen im Berufsfeld Wirtschaft und Verwaltung: kaufmännische Ausbildung in der Kontroverse. Leuchtturm-Verlag, Alsbach/Bergstraße 1991.
- Der AUE an der Schnittstelle zwischen tertiärem und quartärem Bildungsbereich – Bilanz und Perspektive: Festschrift aus Anlass des 25jährigen Bestehens des AUE. AUE, Bielefeld 1996.